# Diecezja Yorku
Diecezja Yorku (ang. Diocese of York, łac. Dioecesis Eboracensis) – diecezja metropolitalna Kościoła Anglii w północnej Anglii. Powstała w VII wieku, za jej założyciela i pierwszego biskupa uważa się Paulina z Yorku. W czasie reformacji wraz ze wszystkimi ówczesnymi diecezjami katolickimi w Anglii weszła w skład nowo powstałego Kościoła Anglii. 
Na czele diecezji stoi arcybiskup Yorku, zajmujący drugie miejsce w hierarchii dostojników duchownych Kościoła Anglii i sprawujący pieczę nad północnymi diecezjami Kościoła. Zwykle wspiera go czterech biskupów pomocniczych, z czego jeden, tytułowany biskupem Beverley, pomaga mu w posłudze metropolity na terenie wszystkich diecezji metropolii, zaś trzej pozostali, tytułowani biskupami Whitby, Selby i Hull, wykonują zadania związane bezpośrednio z diecezją Yorku. Od lutego 2019 r. diecezja wyjątkowo ma de facto piątego biskupa pomocniczego, co wiąże się z faktem, iż stanowisko dziekana katedry York Minster, zwyczajowo zajmowane przez prezbiterów, objął tym razem bp Jonathan Frost, dotychczasowy biskup pomocniczy Winchesteru. Ponadto w zarządzaniu diecezją bierze udział troje archidiakonów. 